# Liste des conseillers régionaux de la Charente
Les conseillers régionaux de la Charente sont élus dans le cadre des élections régionales pour siéger au conseil régional de Nouvelle-Aquitaine.

## Mandature 2021-2028
La Charente compte 9 conseillers régionaux en 2021 au niveau du département sur les 183 élus du conseil régional de Nouvelle-Aquitaine.
| Nom                | Parti | Parti | Groupe                                         | Autres mandats ou fonctions                   |
| ------------------ | ----- | ----- | ---------------------------------------------- | --------------------------------------------- |
| Mathieu Labrousse  |       | PS    | Parti Socialiste, Place Publique et apparentés | Adjoint à la maire de Fléac                   |
| Martine Pinville   |       | PS    | Parti Socialiste, Place Publique et apparentés | Conseillère régionale sortante                |
| Virginie Lebraud   |       | DVG   | Parti Socialiste, Place Publique et apparentés | Maire de Chirac                               |
| Patrice Boutenègre |       | DVG   | Parti Socialiste, Place Publique et apparentés | Maire de Saint-Adjutory                       |
| Edwige Gagneur     |       | PCF   | Parti Socialiste, Place Publique et apparentés |                                               |
| Caroline Colombier |       | RN    | Rassemblement national                         | Responsable départementale du RN              |
| Xavier Bonnefont   |       | DVD   | La République en marche                        | Maire d'Angoulême Président de GrandAngoulême |
| Françoise Coutant  |       | EÉLV  | Écologiste, Solidaire et Citoyen               | Conseillère municipale d'Angoulême            |
| Thomas Chevalieras |       | LR    | Les Républicains                               | Attaché parlementaire de François Bonneau     |

## Mandature 2015-2021
La Charente compte 11 conseillers régionaux en 2015 au niveau du département sur les 183 élus du conseil régional de Nouvelle-Aquitaine.
| Nom                 | Parti | Parti | Groupe                                     | Autres mandats                                   |
| ------------------- | ----- | ----- | ------------------------------------------ | ------------------------------------------------ |
| Joëlle Averlan      |       | PS    | Parti socialiste et apparentés             | Adjointe au Maire de Champniers                  |
| Jean-Paul Berroyer  |       | FN    | Front national - Rassemblement bleu marine | -                                                |
| Xavier Bonnefont    |       | LR    | Les Républicains - CPNT                    | Maire d'Angoulême                                |
| Françoise Coutant   |       | EÉLV  | Groupe Écologiste et Citoyen - EELV        | Conseillère municipale d'Angoulême               |
| Jean-François Dauré |       | PS    | Parti socialiste et apparentés             | Maire de La Couronne Président de GrandAngoulême |
| Aurélie De Azevedo  |       | FN    | Front national - Rassemblement bleu marine | -                                                |
| William Jacquillard |       | DVG   | Parti socialiste et apparentés             | -                                                |
| Véronique Marendat  |       | UDI   | Union des démocrates et indépendants       | Maire de Segonzac                                |
| Jonathan Muñoz      |       | PS    | Parti socialiste et apparentés             | -                                                |
| Martine Pinville    |       | PS    | Parti socialiste et apparentés             | Secrétaire d'État                                |
| Daniel Sauvaitre    |       | LR    | Les Républicains - CPNT                    | Maire de Reignac                                 |